# Jakob Goll
Jakob Goll (* 14. November 1992 in Weilheim in Oberbayern) ist ein deutscher Eishockeytorwart, der zuletzt in der Deutschen Eishockey Liga bei den Nürnberg Ice Tigers unter Vertrag stand. Parallel spielte er aufgrund einer Förderlizenz für den EC Bad Tölz.

## Karriere
Jakob Goll begann das Eishockeyspielen beim TSV Peißenberg und wechselte dann zum EC Bad Tölz. In der Spielzeit 2008/09 war der Torhüter für den EC Bad Tölz in der Deutschen Nachwuchsliga aktiv, schied mit der Mannschaft aber bereits im Play-off-Viertelfinale aus. In der folgenden Spielzeit absolvierte Jakob Goll bereits 23 Spiele in der Deutschen Nachwuchsliga. In den Play-offs der Saison 2009/2010 scheiterte Goll mit seiner Mannschaft wieder im Viertelfinale. In der Spielzeit 2010/2011 spielte Goll zum letzten Mal in der Nachwuchsliga. Seine Mannschaft erreichte erneut das Viertelfinale, und er machte den EHC München auf sich aufmerksam. Dort bekam er für die Saison 2011/2012 eine Förderlizenz. Mit dieser spielt er zunächst in der Oberliga Süd für die 1. Mannschaft des EC Bad Tölz.
Ende Februar 2012 wurde Jakob Goll in den Kader der DEL-Mannschaft des EHC München berufen. Seinen ersten Profieinsatz hatte er am 11. März 2012 im Spiel gegen die Hamburg Freezers.

## Karrierestatistik
(Legende zur Torhüterstatistik: GP oder Sp = Spiele insgesamt; W oder S = Siege; L oder N = Niederlagen; T oder U oder OT = Unentschieden oder Overtime- bzw. Shootout-Niederlage; Min. = Minuten; SOG oder SaT = Schüsse aufs Tor; GA oder GT = Gegentore; SO = Shutouts; GAA oder GTS = Gegentorschnitt; Sv% oder SVS% = Fangquote; EN = Empty Net Goal; 1 Play-downs/Relegation; Kursiv: Statistik nicht vollständig)